# Grand Prix Węgier 2013
Grand Prix Węgier 2013 (oficjalnie Formula 1 Magyar Nagydíj 2013) – dziesiąta runda Mistrzostw Świata Formuły 1 w sezonie 2013.

## Lista startowa
Na niebieskim tle kierowcy biorący udział jedynie w piątkowych treningach
| Nr | Kierowca            | Zespół                        | Samochód          | Silnik               | Opony |
| -- | ------------------- | ----------------------------- | ----------------- | -------------------- | ----- |
| 1  | Sebastian Vettel    | Infiniti Red Bull Racing      | Red Bull RB9      | Renault RS27-2013    | P     |
| 2  | Mark Webber         | Infiniti Red Bull Racing      | Red Bull RB9      | Renault RS27-2013    | P     |
| 3  | Fernando Alonso     | Scuderia Ferrari              | Ferrari F138      | Ferrari 056          | P     |
| 4  | Felipe Massa        | Scuderia Ferrari              | Ferrari F138      | Ferrari 056          | P     |
| 5  | Jenson Button       | Vodafone McLaren Mercedes     | McLaren MP4-28    | Mercedes-Benz FO108F | P     |
| 6  | Sergio Pérez        | Vodafone McLaren Mercedes     | McLaren MP4-28    | Mercedes-Benz FO108F | P     |
| 7  | Kimi Räikkönen      | Lotus F1 Team                 | Lotus E21         | Renault RS27-2013    | P     |
| 8  | Romain Grosjean     | Lotus F1 Team                 | Lotus E21         | Renault RS27-2013    | P     |
| 9  | Nico Rosberg        | Mercedes AMG Petronas F1 Team | Mercedes F1 W04   | Mercedes-Benz FO108F | P     |
| 10 | Lewis Hamilton      | Mercedes AMG Petronas F1 Team | Mercedes F1 W04   | Mercedes-Benz FO108F | P     |
| 11 | Nico Hülkenberg     | Sauber F1 Team                | Sauber C32        | Ferrari 056          | P     |
| 12 | Esteban Gutiérrez   | Sauber F1 Team                | Sauber C32        | Ferrari 056          | P     |
| 14 | Paul di Resta       | Sahara Force India F1 Team    | Force India VJM06 | Mercedes-Benz FO108F | P     |
| 15 | Adrian Sutil        | Sahara Force India F1 Team    | Force India VJM06 | Mercedes-Benz FO108F | P     |
| 16 | Pastor Maldonado    | Williams F1 Team              | Williams FW35     | Renault RS27-2013    | P     |
| 17 | Valtteri Bottas     | Williams F1 Team              | Williams FW35     | Renault RS27-2013    | P     |
| 18 | Jean-Éric Vergne    | Scuderia Toro Rosso           | Toro Rosso STR8   | Ferrari 056          | P     |
| 19 | Daniel Ricciardo    | Scuderia Toro Rosso           | Toro Rosso STR8   | Ferrari 056          | P     |
| 20 | Charles Pic         | Caterham F1 Team              | Caterham CT03     | Renault RS27-2013    | P     |
| 21 | Giedo van der Garde | Caterham F1 Team              | Caterham CT03     | Renault RS27-2013    | P     |
| 22 | Jules Bianchi       | Marussia F1 Team              | Marussia MR02     | Cosworth CA2013      | P     |
| 23 | Max Chilton         | Marussia F1 Team              | Marussia MR02     | Cosworth CA2013      | P     |
| 23 | Rodolfo González    | Marussia F1 Team              | Marussia MR02     | Cosworth CA2013      | P     |
| Nr | Kierowca            | Zespół                        | Samochód          | Silnik               | Opony |

## Wyniki

### Sesje treningowe
Źródło: Wyprzedź Mnie!
| Sesja | Nr | Kierowca         | Konstruktor      | Czas     | Okr. |
| ----- | -- | ---------------- | ---------------- | -------- | ---- |
| 1     | 1  | Sebastian Vettel | Red Bull-Renault | 1:22,723 | 19   |
| 2     | 1  | Sebastian Vettel | Red Bull-Renault | 1:21,264 | 34   |
| 3     | 8  | Romain Grosjean  | Lotus-Renault    | 1:20,730 | 20   |

### Kwalifikacje
Źródło: Wyprzedź Mnie!
| Poz. | Nr | Kierowca            | Konstruktor          | Q1       | Q2       | Q3       | Poz. s. |
| ---- | -- | ------------------- | -------------------- | -------- | -------- | -------- | ------- |
| 1    | 10 | Lewis Hamilton      | Mercedes             | 1:20,363 | 1:19,862 | 1:19,388 | 1       |
| 2    | 1  | Sebastian Vettel    | Red Bull-Renault     | 1:20,646 | 1:19,992 | 1:19,426 | 2       |
| 3    | 8  | Romain Grosjean     | Lotus-Renault        | 1:20,447 | 1:20,101 | 1:19,595 | 3       |
| 4    | 9  | Nico Rosberg        | Mercedes             | 1:20,350 | 1:19,778 | 1:19,720 | 4       |
| 5    | 3  | Fernando Alonso     | Ferrari              | 1:20,652 | 1:20,183 | 1:19,791 | 5       |
| 6    | 7  | Kimi Räikkönen      | Lotus-Renault        | 1:20,867 | 1:20,243 | 1:19,851 | 6       |
| 7    | 4  | Felipe Massa        | Ferrari              | 1:21,004 | 1:20,460 | 1:19,929 | 7       |
| 8    | 19 | Daniel Ricciardo    | Toro Rosso-Ferrari   | 1:21,181 | 1:20,527 | 1:20,641 | 8       |
| 9    | 6  | Sergio Pérez        | McLaren-Mercedes     | 1:21,612 | 1:20,545 | 1:22,398 | 9       |
| 10   | 2  | Mark Webber         | Red Bull-Renault     | 1:21,264 | 1:20,503 | –        | 10      |
| 11   | 15 | Adrian Sutil        | Force India-Mercedes | 1:21,471 | 1:20,569 | –        | 11      |
| 12   | 11 | Nico Hülkenberg     | Sauber-Ferrari       | 1:21,028 | 1:20,580 | –        | 12      |
| 13   | 5  | Jenson Button       | McLaren-Mercedes     | 1:21,131 | 1:20,777 | –        | 13      |
| 14   | 18 | Jean-Éric Vergne    | Toro Rosso-Ferrari   | 1:21,345 | 1:21,029 | –        | 14      |
| 15   | 16 | Pastor Maldonado    | Williams-Renault     | 1:20,816 | 1:21,133 | –        | 15      |
| 16   | 17 | Valtteri Bottas     | Williams-Renault     | 1:21,135 | 1:21,219 | –        | 16      |
| 17   | 12 | Esteban Gutiérrez   | Sauber-Ferrari       | 1:21,724 | –        | –        | 17      |
| 18   | 14 | Paul di Resta       | Force India-Mercedes | 1:22,043 | –        | –        | 18      |
| 19   | 20 | Charles Pic         | Caterham-Renault     | 1:23,007 | –        | –        | 19      |
| 20   | 21 | Giedo van der Garde | Caterham-Renault     | 1:23,333 | –        | –        | 20      |
| 21   | 22 | Jules Bianchi       | Marussia-Cosworth    | 1:23,787 | –        | –        | 21      |
| 22   | 23 | Max Chilton         | Marussia-Cosworth    | 1:23,997 | –        | –        | 22      |

### Wyścig
Źródło: Wyprzedź Mnie!
| P                 | + / –     | Nr | Kierowca            | Konstruktor          | Okr. | Czas / Strata   | Komentarz          |
| ----------------- | --------- | -- | ------------------- | -------------------- | ---- | --------------- | ------------------ |
| 1                 | Bez zmian | 10 | Lewis Hamilton      | Mercedes             | 70   | 1h42m29,445     |                    |
| 2                 | 4         | 7  | Kimi Räikkönen      | Lotus-Renault        | 70   | +0:10,938       |                    |
| 3                 | 1         | 1  | Sebastian Vettel    | Red Bull-Renault     | 70   | +0:12,459       |                    |
| 4                 | 6         | 2  | Mark Webber         | Red Bull-Renault     | 70   | +0:18,044       |                    |
| 5                 | Bez zmian | 3  | Fernando Alonso     | Ferrari              | 70   | +0:31,411       |                    |
| 6                 | 3         | 8  | Romain Grosjean     | Lotus-Renault        | 70   | +0:52,295       | [ a ] [ 4 ]        |
| 7                 | 6         | 5  | Jenson Button       | McLaren-Mercedes     | 70   | +0:53,819       |                    |
| 8                 | 1         | 4  | Felipe Massa        | Ferrari              | 70   | +0:56,447       |                    |
| 9                 | Bez zmian | 6  | Sergio Pérez        | McLaren-Mercedes     | 69   | +1 okr.         |                    |
| 10                | 5         | 16 | Pastor Maldonado    | Williams-Renault     | 69   | +1 okr.         |                    |
| 11                | 1         | 11 | Nico Hülkenberg     | Sauber-Ferrari       | 69   | +1 okr.         | [ b ]              |
| 12                | 2         | 18 | Jean-Éric Vergne    | Toro Rosso-Ferrari   | 69   | +1 okr.         |                    |
| 13                | 5         | 19 | Daniel Ricciardo    | Toro Rosso-Ferrari   | 69   | +1 okr.         |                    |
| 14                | 6         | 21 | Giedo van der Garde | Caterham-Renault     | 68   | +2 okr.         |                    |
| 15                | 4         | 20 | Charles Pic         | Caterham-Renault     | 68   | +2 okr.         |                    |
| 16                | 5         | 22 | Jules Bianchi       | Marussia-Cosworth    | 67   | +3 okr.         |                    |
| 17                | 5         | 23 | Max Chilton         | Marussia-Cosworth    | 67   | +3 okr.         |                    |
| 18                | Bez zmian | 14 | Paul di Resta       | Force India-Mercedes | 66   | +4 okr.         | hydraulika         |
| 19                | 15        | 9  | Nico Rosberg        | Mercedes             | 64   | +6 okr.         | jednostka napędowa |
| Niesklasyfikowani |           |    |                     |                      |      |                 |                    |
|                   |           | 17 | Valtteri Bottas     | Williams-Renault     | 42   | hydraulika      |                    |
|                   |           | 12 | Esteban Gutiérrez   | Sauber-Ferrari       | 28   | skrzynia biegów |                    |
|                   |           | 15 | Adrian Sutil        | Force India-Mercedes | 19   | hydraulika      |                    |
| P                 | + / –     | Nr | Kierowca            | Konstruktor          | Okr. | Czas / Strata   | Komentarz          |

### Najszybsze okrążenie
Źródło: Wyprzedź Mnie!
| Nr | Kierowca    | Konstruktor      | Czas     | Okr. |
| -- | ----------- | ---------------- | -------- | ---- |
| 2  | Mark Webber | Red Bull-Renault | 1:24,069 | 61   |

## Prowadzenie w wyścigu
Źródło: Racing-Reference
| Nr                              | Kierowca         | Okrążenia                | Suma |
| ------------------------------- | ---------------- | ------------------------ | ---- |
| 10                              | Lewis Hamilton   | 1-9, 23-31, 34-50, 55-70 | 48   |
| 1                               | Sebastian Vettel | 9-11, 31-34, 50-55       | 10   |
| 2                               | Mark Webber      | 13-23                    | 10   |
| 8                               | Romain Grosjean  | 11-13                    | 2    |
| \| Wykres \| \| ------ \| \| \| |                  |                          |      |
| Wykres                          |                  |                          |      |
|                                 |                  |                          |      |

## Klasyfikacja po wyścigu

### Kierowcy
| P  | +/− | Kierowca            | Starty | Punkty | P1 | P2 | P3 | PP | NO | NS |
| -- | --- | ------------------- | ------ | ------ | -- | -- | -- | -- | -- | -- |
| 1  | 0   | Sebastian Vettel    | 10     | 172    | 4  | 1  | 2  | 3  | 3  | 1  |
| 2  | +1  | Kimi Räikkönen      | 10     | 134    | 1  | 5  | –  | –  | 1  | –  |
| 3  | −1  | Fernando Alonso     | 10     | 133    | 2  | 2  | 1  | –  | 1  | 1  |
| 4  | 0   | Lewis Hamilton      | 10     | 124    | 1  | –  | 3  | 4  | –  | –  |
| 5  | 0   | Mark Webber         | 10     | 105    | –  | 2  | 1  | –  | 3  | 1  |
| 6  | 0   | Nico Rosberg        | 10     | 84     | 2  | –  | –  | 3  | –  | 2  |
| 7  | 0   | Felipe Massa        | 10     | 61     | –  | –  | 1  | –  | –  | 2  |
| 8  | 0   | Romain Grosjean     | 10     | 49     | –  | –  | 2  | –  | –  | 2  |
| 9  | +1  | Jenson Button       | 10     | 39     | –  | –  | –  | –  | –  | –  |
| 10 | −1  | Paul di Resta       | 10     | 36     | –  | –  | –  | –  | –  | 1  |
| 11 | 0   | Adrian Sutil        | 10     | 23     | –  | –  | –  | –  | –  | 3  |
| 12 | 0   | Sergio Pérez        | 10     | 18     | –  | –  | –  | –  | 1  | –  |
| 13 | 0   | Jean-Éric Vergne    | 10     | 13     | –  | –  | –  | –  | –  | 4  |
| 14 | 0   | Daniel Ricciardo    | 10     | 11     | –  | –  | –  | –  | –  | 2  |
| 15 | 0   | Nico Hülkenberg     | 9      | 7      | –  | –  | –  | –  | –  | 1  |
| 16 | 0   | Pastor Maldonado    | 10     | 1      | –  | –  | –  | –  | –  | 3  |
| 17 | 0   | Valtteri Bottas     | 10     | 0      | –  | –  | –  | –  | –  | 1  |
| 18 | 0   | Esteban Gutiérrez   | 10     | 0      | –  | –  | –  | –  | 1  | 2  |
| 19 | 0   | Jules Bianchi       | 10     | 0      | –  | –  | –  | –  | –  | 2  |
| 20 | 0   | Charles Pic         | 10     | 0      | –  | –  | –  | –  | –  | 1  |
| 21 | +1  | Giedo van der Garde | 10     | 0      | –  | –  | –  | –  | –  | 2  |
| 22 | −1  | Max Chilton         | 10     | 0      | –  | –  | –  | –  | –  | –  |
| P  | +/− | Kierowca            | Starty | Punkty | P1 | P2 | P3 | PP | NO | NS |

### Konstruktorzy
| P  | +/− | Konstruktor          | Starty | Punkty | P1 | P2 | P3 | PP | NO | NS |
| -- | --- | -------------------- | ------ | ------ | -- | -- | -- | -- | -- | -- |
| 1  | 0   | Red Bull-Renault     | 20     | 277    | 4  | 3  | 3  | 3  | 6  | 2  |
| 2  | 0   | Mercedes             | 20     | 208    | 3  | –  | 3  | 7  | –  | 1  |
| 3  | 0   | Ferrari              | 20     | 194    | 2  | 2  | 2  | –  | 1  | 3  |
| 4  | 0   | Lotus-Renault        | 20     | 183    | 1  | 5  | 2  | –  | 1  | 2  |
| 5  | 0   | Force India-Mercedes | 20     | 59     | –  | –  | –  | –  | –  | 4  |
| 6  | 0   | McLaren-Mercedes     | 20     | 57     | –  | –  | –  | –  | 1  | –  |
| 7  | 0   | Toro Rosso-Ferrari   | 20     | 24     | –  | –  | –  | –  | –  | 6  |
| 8  | 0   | Sauber-Ferrari       | 19     | 7      | –  | –  | –  | –  | 1  | 3  |
| 9  | 0   | Williams-Renault     | 20     | 1      | –  | –  | –  | –  | –  | 4  |
| 10 | 0   | Marussia-Cosworth    | 20     | 0      | –  | –  | –  | –  | –  | 2  |
| 11 | 0   | Caterham-Renault     | 20     | 0      | –  | –  | –  | –  | –  | 3  |
| P  | +/− | Konstruktor          | Starty | Punkty | P1 | P2 | P3 | PP | NO | NS |